# 433512 Hollyholman
433512 Hollyholman è un asteroide della fascia principale. Scoperto nel 2009, presenta un'orbita caratterizzata da un semiasse maggiore pari a 2,5437209 au e da un'eccentricità di 0,1421366, inclinata di 5,52028° rispetto all'eclittica.